# 氣旋薩迦
氣旋風暴薩迦（英語：Cyclonic Storm Sagar），部分媒體譯作塞格爾，是有記錄以來登陸索馬里最強的熱帶氣旋，但記錄在2020年時被氣旋加蒂打破，也是2018年北印度洋氣旋季首個獲命名的氣旋。「薩迦」一名由印度提供，意指海洋。薩迦在5月16日於瓜達富伊海峽以東形成，隨後逐漸發展，並在第二天增強為氣旋風暴。風暴轉向西南偏西移動，橫越整個亞丁灣，並在索馬里西北部登陸，成為有紀錄以來登陸點最偏西的北印度洋風暴。薩迦在5月20日減弱為殘留低氣壓。
風暴首先影響也門，為海岸帶來暴雨和強風中。有一人因她的房子起火時被燒死。在索馬里，薩迦在當地降下200毫米，相當於一年的雨量。雨水造成危及生命的山洪暴發，沖毀橋樑、房屋和數以千計的農場動物。薩迦在整個索馬里導致53人死亡——邦特蘭3人，而在索馬里蘭則有50人。在鄰國吉布提，暴雨造成2人死亡，1,800所房屋受損，迫使3,000人離開他們的房屋。該國的損失達3000萬美元。薩迦的降雨伸延到埃塞俄比亞東部，學校和房屋遭破壞，並引發山泥傾瀉，造成23人死亡。

## 氣象歷史
5月中旬，一對流區在阿拉伯海西部、索科特拉島東南方的對流區持續發展。低風切變和溫暖的海水有利發展。一個低氣壓區在5月14日形成，隨著它向西北方移動並經過索科特拉島，逐漸變得更加清晰。5月16日中午12時左右，印度氣象局將位於索馬里瓜達富伊角東北約200公里的低氣壓區歸類為低氣壓。數小時後，當對流整合成位於中心北方和南方有組織的雨帶，總部設在美國的聯合颱風警報中心將該天氣系統歸類為第五號熱帶氣旋。該機構注意到與陸地的相互作用可能抑制增強趨勢。否則，當風暴受東北方的高壓脊和區域地理的流動引導下向西北方移動時，環境條件有利於進一步增強。
當該天氣系統進入亞丁灣後，印度氣象局在5月17日將低氣壓升級為深低氣壓。數小時後，該機構將深低氣壓升級為氣旋風暴薩迦。風暴轉向西及西南方移動，與也門海岸線保持平行。隨着對流受北方上層流出的支持，薩迦繼續增強。它在微波圖像中發展出風眼。5月18日晚上，印度氣象局根據衛星圖像上有組織性的結構，估計薩迦達到最高三分鐘持續風速每小時85公里。大約在同一時間，聯合颱風警報中心估計薩迦在也門亞丁以南約165公里，或柏培拉以北約95公里處達到最高一分鐘持續風速每小時120公里。
當薩迦靠近亞丁灣西部的海岸線時，風暴中心南方的對流有所減弱。5月19日上午8至9時之間，風暴以風力時速75公里在索馬里蘭西北部的盧加雅附近登陸。隨著薩迦移入內陸，其雷暴活動迅速減弱。5月20日，薩迦在埃塞俄比亞東部減弱為一個結構良好的低氣壓區。根據聯合颱風警報中心，估計薩迦登陸時的一分鐘風速為每小時95公里，是有記錄以來吹襲索馬里最強的熱帶氣旋。風暴在北印度洋的登陸點亦是最為偏西，超越1984年第一號熱帶風暴，其路徑與薩迦幾乎相同，只是稍為偏東。隨著薩迦向內陸推進，雷暴迅速減弱。5月20日，薩迦在埃塞俄比亚東部上空減弱為結構良好的低氣壓區。

## 防災措施及影響

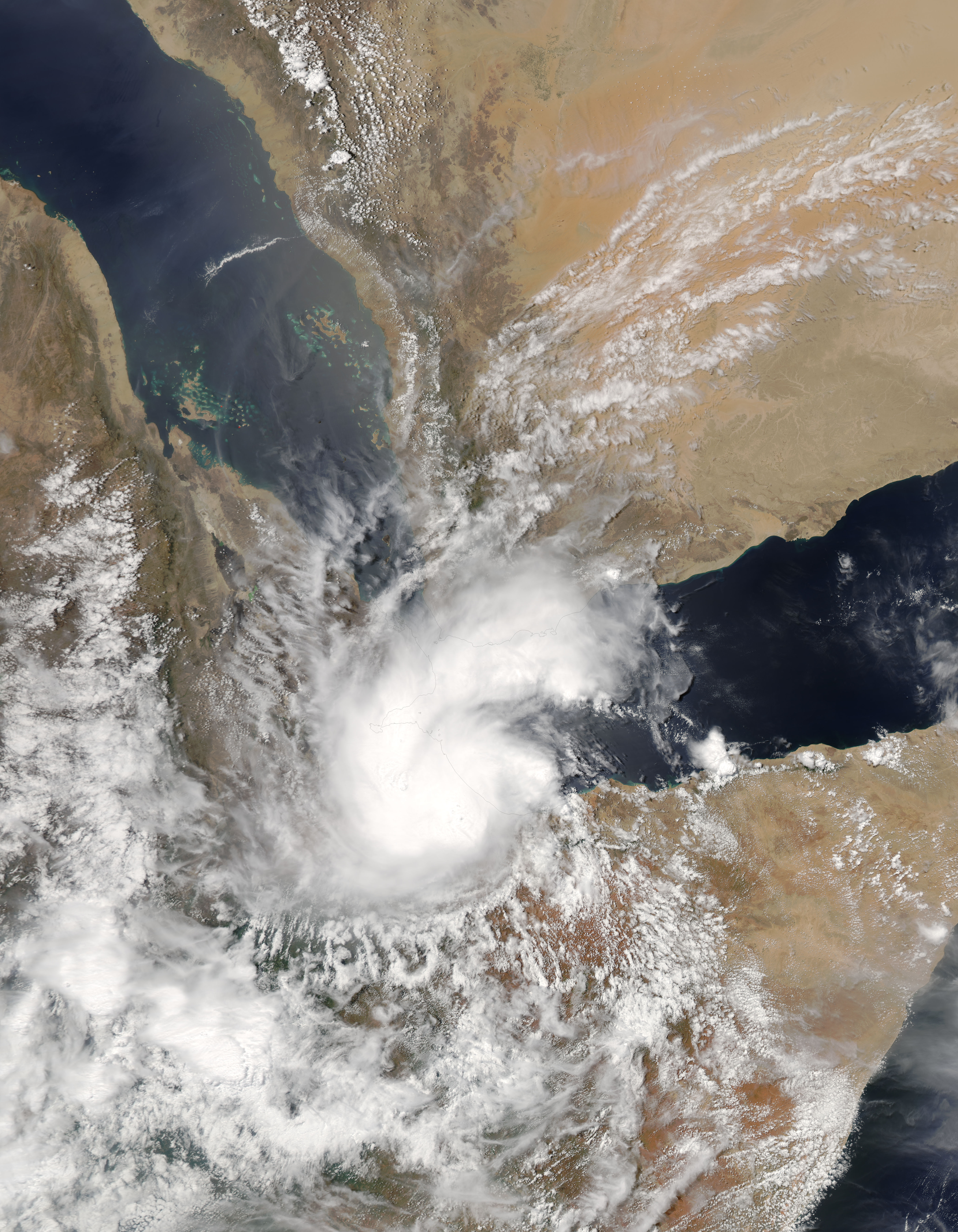
5月19日，登陸索馬里後不久的氣旋薩迦

沿著其在亞丁灣的罕見路徑，氣旋風暴薩迦影響索科特拉島和也門沿岸地區、索馬里北部、吉布提和埃塞俄比亞。薩迦的強風破壞也門大陸的房屋。沿海的強降雨在局部地區造成水浸，破壞道路和電力基礎設施。隨著熱帶氣旋薩迦靠近，也門的臨時首都亞丁颳起強風，促使當局呼籲位於南部港口城市岸邊附近地區的居民疏散。在亞丁附近，一名老婦因她的房子起火時被燒死。
在索馬里西北方的吉布提，薩迦在當地降下110毫米，相當於一年的雨量，導致河流上脹。洪水破壞大約10,000間房屋，其中2,000間房屋嚴重受損，導致3,150人流離失所。雨水淹沒農作物、街道和建築物，使兩名居民因來不及逃生而罹難。損壞的基礎設施估計價值3,000萬美元。在風暴的善後工作中，救濟機構吉布提國際明愛向受影響的居民提供食品和衣物。16所學校被淹沒後，135,000名學生的期末考試不得不推遲。聯合國兒童基金會提供水泵以排出學校的洪水，而吉布提武裝部隊則協助清理道路。為應對這場災難，日本在該國的軍事基地捐贈食品、毛毯和其他應急物品。
在埃塞俄比亞東部的索馬里州，薩迦帶來強風和強降雨，導致水浸和山泥傾瀉。在南方民族、部落和人民州和奧羅米亞州邊境附近，山泥傾瀉造成23人死亡。風暴破壞學校、醫療設施和房屋，使194,000人流離失所。丹巴爾村（Dambal）幾乎被徹底沖毀，影響150戶家庭。在風暴過後，政府向受影響的居民提供食物。

### 索馬里
在索馬里北部的邦特蘭和索馬里蘭，官員透過無線電和移動通信給予居民有關風暴的資訊。各地市長敦促低窪和沿海地區的居民撤離。索馬里蘭海岸警衛隊在塞拉準備應急車輛。在持續乾旱之後，東非部分地區在風暴來臨前的幾個月內經歷嚴重的水災。
從5月17日開始，薩迦為索馬里北部和索馬里蘭帶來強降雨，部分地區的降雨量達到200毫米，相當於一年的雨量。雖然降雨舒緩乾旱情況，但薩迦也引發危及生命的山洪暴發，沖走房屋。在奧達勒州，這場風暴導致2,590人流離失所。洪水破壞700個農場，數以千計的農民面臨糧食不安，277公頃的耕地遭破壞。洪水造成1,260隻山羊和綿羊、56隻駱駝和19隻驢死亡。洪水破壞39所學校和數個設施，道路亦被沖毀，特別是在農村地區。巴里州的山洪暴發造成三人死亡，其中兩人是因橋樑被沖毀而喪生。大浪沖走或摧毀至少65艘船。該國約有16.8萬人受影響。氣旋在索馬里合共造成53人死亡——索馬里蘭50人，而邦特蘭則有3人。
風暴過後，非政府組織提供食品、衣物、現金、毛毯和其他應急物資。世界宣明會設立七個診所，為數百名居民提供治療。蘇爾州和薩納格州的武裝衝突阻礙人們響應人道主義，無法接觸受暴力和暴風雨影響的居民。索馬里蘭的兩個主要港口遭破壞，這也影響人道主義的援助。索馬里蘭政府為受影響的居民提供膳食。阿拉伯聯合酋長國提供兩架直升機來調查偏僻地區的受災情況。聯合國承諾提供270萬美元，用於幫助重建以及提供食品和保健服務。透過多個國家的捐款，索馬里人道主義基金幫助重建學校、醫院和恢復供水。大約350萬美元用於協助奧達勒州的居民；世界糧食計劃署為36,000人提供了三個月的糧食，最初受到惡劣的道路影響而受到阻礙。加拿大救助兒童基金會提供278,340加元，以重建和恢復受損的供水設施。在薩迦吹襲後，挪威向索馬里發送3000萬挪威克朗（約370萬美元），延續自2017年開始針對該國實施的人道主義援助。